# Lasius neglectus
Espèce
Lasius neglectus est une espèce de fourmis invasives qui serait originaire des steppes d’Asie Mineure. Son aire de répartition naturelle est répartie sur la Turquie, la Russie et l'Iran.
L'espèce vit en supercolonie polygyne. Un accouplement à l’intérieur du nid favorise un degré élevé de polygynie. Elles sont très agressives avec les espèces locales. Elle peut exploiter une grande variété de sources alimentaires, mais se nourrit surtout d'insectes et de miellat.

## Une espèce invasive
Elle a été repérée pour la première fois à Budapest en 1974. Elle s'est ensuite établie en Grèce, Turquie, Géorgie, Bulgarie, Croatie, Hongrie, Roumanie, Pays-Bas, France, Portugal, Espagne, Allemagne, Italie, Danemark, Pologne et enfin en Belgique dans deux localités éloignées,.
En Europe, son introduction accidentelle est probablement dû à des importations de terre et de gazon adhérant à des plantes en pot. En tant qu'espèce invasive, elle peut avoir un impact négatif direct ou indirect sur diverses espèces. De nombreux groupes de pollinisateurs indigènes peuvent ainsi être touchés par des effets négatifs de Lasius neglectus, dont des fourmis, des papillons et des syrphes. Elle a un impact sur les fourmis et d'autres arthropodes locaux par compétition et par prédation.

## Systématique
Le nom valide complet (avec auteur) de ce taxon est Lasius neglectus Van Loon (d), Boomsma (d), Andrasfalvy (d), 1990,.
Lasius neglectus a pour synonymes Lasius (Lasius) neglectus Van Loon, Boomsma & Andrasfalvy, 1990.

### Publication originale
- (en + fr) A. J. Van Loon, J. J. Boomsma et A. Andrasfalvy, « A new polygynous Lasius species (Hymenoptera: Formicidae) from central Europe  - I. Description and general biology », Insectes sociaux, Birkhäuser Verlag et Springer Science+Business Media, vol. 37, no 4,‎ décembre 1990, p. 348-362 (ISSN 0020-1812 et 1420-9098, OCLC 1753181, DOI 10.1007/BF02225997, lire en ligne).